# Mirante do Paranapanema
Mirante do Paranapanema es un municipio brasileño del estado de São Paulo. 

## Clima
El clima de Mirante do Paranapanema puede ser clasificado como clima tropical de sabana (Aw), de acuerdo con la clasificación climática de Köppen.